# Томмі Джонсон
Томмі Джонсон (англ. Tommy Johnson, січень 1896 — 1.11.1956) — американський блюзмен, один з найвідоміших виконавців дельта-блюзу в 1920-х роках, відомий своїми потужними вокальними даними від м'якого та ричущого баритону до лякаючого фальцету місцями, та складною технікою гри на гітарі.

## Рання біографія

Томмі Джонсон

Томмі Джонсон народився в січні 1896 року поблизу містечка Террі (штат Міссіссіппі) у сім'ї де було багато музикантів. Музикантами були частина братів Томмі, декілька його двоюрідних-троюрідних дядь, тощо.   У 1908 році сім'я Джонсонів переїхала у місто Крістал Спрінгс (також штат Міссіссіпі). На початку 1910х років, підлітком, він пережив досить травмуючу подію: невідома жінка на декілька років викрала його, ймовірно у трудове рабство в іншому місті. Звідти майбутній музикант повернувся в 1914 році, з дочкою цієї жінки (на якій йому вдалося одружитися і вмовити втекти). Після повернення в Крістал Спрінгс він вже грав блюзи, і деякі з тих пісень які записав пізніше 15 років потому. Цікаво що до цього, в місті Крістал Спрінгс місцеві музиканти не знали блюз як жанр і ніколи його не чули.  На запитання в кого він навчився грати таку музику Томмі відповідав що «навчився грати її сам», але аналізуючи зміст текстів деяких його пісень можно припустити що це можливо перероблені і адаптовані пісні Чарлі Паттона, тож можливо він навчився грати в нього.
Він вів бродячий спосіб життя, часто одружуючись і швидко розлучаючись з новими дружинами, заробляв на життя виключно музикою виконуючи її на вулицях, в барах (так звані Джук-Джоінтах), переїзжаючи від села до села, від містечка до містечка, де були плантації, а отже і потенційні слухачі, після чого повертаючись у Крістал Спрінг, де зрештою і прожив все своє бурхливе і неспокійне життя. Він був відомий бурхливими стосунками з особами протилежної статті — часто був битий ревнивими жінками, або сам розпочинав бійки. Він ніколи не мав постійного музичного інструмента, часто розбиваючи гітари в чергових сутичках, або закладаючи їх у ломбард де вони потім пропадали. Разом з тим про нього згадували як про незлобну та загалом дуже наївну людину яку було легко обдурити. Для того щоб посилити свою популярність Томмі Джонсон поширював про себе чутки, про те що начебто продав душу дияволу для того щоб навчитися грати блюз (пізніше ця легенда була приписана Роберту Лерою Джонсону, ймовірно через помилку викликану тим що ці музиканти були однофамільці).  

## Записи
Томмі Джонсон пройшов дві сесії звукозапису, у 1928 і 1929 роках (відповідно у Мемфісі (штат Теннессі) для компанія Victor та Грефтоні (штат Вісконсін) для компанії Paramount). На першу сесію  Томмі потрапив майже випадково, по рекомендації місцевого менеджера продажу платівок у Крістал Спрінгу. Він поїхав на неї в компанії кількох інших музикантів, і ще одної співачки, причому по дорозі автобус на якому вони їхали потрапив у серйозне ДТП але на щастя всі вижили. На другу сесію через рік він вже поїхав маючи репутацію автора платівки якого гарно продавалися. В першу сесію він записувався сольно та деякі пісні з другим гітаристом - Charlie McCoy;  в другу йому акомпанував гітарист Ішмон Брейсі. Вони також записали тоді кілька сольних номерів. Також був записаний один експериментальний трек з джазовим гуртом «New Orleans Nehi Boys», в якому вочевидь менеджери намагалися поєднати непоєднуване — а саме змусити сільського виконавця блюзу зіграти з міським джазовим колективом. Експеримент загалом не вдався, оскільки фактично музиканти просто під час запису грали різну музику одночасно, і платівка з цим записом була видана малим тиражем, але він примітний сам по собі як унікальний випадок. Загалом було записано близько 20 треків, зокрема 16 пісень, два дублі, і два тестові записи (один з яких випадково був виявлений на початку 2000х років, — за чутками він зберігався у колекції, як «зразок оригіналу звукозаписуючої болванки», поки комусь не спало на думку перевірити що власне записано на цьому носії).  Станом на сьогодні одна пісня, та один тестовий запис вважаються втраченими, отже доступні 18 записів з 20 що існували. Загалом за ці записи музикант отримав близько 900 доларів (приблизно 15 тисяч в переводі на сучасний курс), і на ці гроші відкрив бар.   
На жаль більше музикант ніколи не записувався, через незрозумілий юридичний казус: менеджери які записували популярний блюзовий гурт «Mississippi Sheiks» висунули претензії до менеджера який записував Томмі Джонсона щодо подібності мелодії хіту Mississippi Sheiks «Stop and Listen» з піснею Томмі Джонсона «Big Road Blues». В результаті чого музиканти цього гурту попросили Томмі підписати відмову від прав на конкретно цю пісню. Але оскільки на суді  співак був  дуже нетверезий і не вникав у деталі, він неправильно зрозумів суть справи, і щиро вважав що віднині йому не можна записувати взагалі в принципі нічого.  Ця трагікомічна ситуація тим більш абсурдна ще й тому, що загалом всі виконавці довоєнного блюзу постійно щось одне в одного запозичували, розучували пісні одне одного для виконання наживо, тощо. Сучасники згадують що Томмі написавши ще декілька пісень у 1930-х жалівся що начебто немає права записуватися, а так би поїхав би і записав кілька цих речей.

## Токсикоманія і смерть
Живучи в умовах «сухого закону» та відсутності легального алкоголю в штаті, і в США загалом, Томмі Джонсон як алкоголік зрештою отримав сильну залежність від різноманітних низькоякісних замінників алкоголю, таких як денатурат, одеколон, горючі суміші для світильників (з яких підручними засобами, на кшталт побутової ганчірки, з якої випалюванням зайвих мастил, відокремлювався алкоголь), лосьйони для чистки взуття, тощо. Цікаво, що навіть після відміни сухого закону на федеральному рівні, і появі більш якісних напоїв він все одно продовжував надавати перевагу цим суррогатам, що, звісно, дуже погано позначалося на його здоров'ї.  Вживанню таких напоїв присвячено декілька пісень Томмі, одна з яких (Cannet Heat Blues) надихнула кількох хіппі фанатів блюзу створити всесвітньо відомий психодел/блюз-рок гурт «Cannet Heat», який зокрема виступав на знаменитому фестивалі Woodstock у 1969 році.
Музикант помер у 1956 році, у віці 60 років, за декілька років до початку фольк-відродження, відродження інтересу та популяризації блюзу як жанру з початку 1960-х, яке зокрема призвело і до популяризації його творчості, в ряду інших видатних виконавців півдня США таких як Чарлі Паттон, Роберт Джонсон, Віллі Лі Браун, тощо. Він помер після концерту на вечірці влаштованій його старшою донькою (чи то з нагоди весілля, чи то з нагоди дня народження). Прилігши під ранок після вечірки відпочити, музикант взяв до рук гітару, бажаючи щось зіграти на ній, і помер впавши разом зі своєю гітарою з кушетки на підлогу.

## Значення і пам'ять
Дослідження біографії та творчості цього виконавця розпочалося у 1960-х. Як найвідоміший ще за життя, з виконавців дельта-блюзу з околиць міста Джексон (до яких входить Крістал Спрінгс) Томмі Джонсон представляє традицію блюзу відмінну від головної традиції дельта-блюзу сформованої в околицях ферм і плантацій Докері (яку представляють Чарлі Паттон, Віллі Лі Браун, Сон Хаус, частково Роберт Джонсон і інші). Зокрема в блюзах  Томмі не змінювався ритм, на відміну від пізніх блюзів Паттона зафіксованих на платівках у 1929—1934 роках, а особливо блюзів Віллі Лі Брауна та Сон Хауса, в яких був присутній так званий «драйв» (поступове пришвидшення ритму). Він мав високі данні як виконавець, зокрема володів оперним вокальним прийомом що називається «йодлі» (фактично майже внутрішній грудний спів), і так далі.  Його музика була запозичена кількома іншими блюзменами, серед яких найцікавішим можно назвати Віллі PoorBoy Лофтона (1905—1962) який записав 8 пісень у 1934\5 роках. Його пісні надихали дослідників блюзу і молодих музикантів що цікавилися фольк-відродженням у 1960-х.  
На сьогоднішній день оригінальні платівки Томмі Джонсона є великою колекційною рідкістю і зокрема у 2013-му одна платівка була продана на аукціоні за 37 тисяч доларів.
Записи Томмі Джонсона отримали декілька разів визнання і посмертні нагороди у Залі Слави Блюзу з 1980-х років. Джонсон згадується у фільмі «O Brother, Where Art Thou? (2000)» та деяких інших, в основному у зв'язку з легендою про продаж душі яку він колись сам придумав для «чорного піару» і збільшення власної популярності.
В зв'язку з невідомістю точного місця поховання музиканта, і недоступністю кладовища де ймовірно це місце може знаходитися, через те що це приватна власність; памятник виготовлений для нього із надписом «His Songs Live In the Hearts of Millions» багато років стояв у місті Джексон в музеї присвяченому Роберту Лерою Джонсону (1911—1938). В 2010х роках цей надгробний камінь раптом був знайдений в околицях міста викинутим у лісі із незначними пошкодженнями, але чи випадкового його хтось пошкодив чи навмисно — точно невідомо.

## Дискографія
Victor Records, 1928, Мемфіс Теннессі
«Cool Drink of Water Blues»
«Big Road Blues»
«Bye-Bye Blues»
«Maggie Campbell Blues»
«Canned Heat Blues»
«Lonesome Home Blues» (take 1)
«Lonesome Home Blues» (take 2)
«Louisiana Blues» (станом на 2022й запис залишається незнайденним)
«Big Fat Mama Blues»
Paramount Records, 1929, Графтон Вісконсін
«I Wonder to Myself»
«Slidin' Delta»
«Lonesome Home Blues»
Untitled song, take 1 («Morning Prayer Blues»)
Untitled song, take 2 («Boogaloosa Woman»)
«Black Mare Blues» (take 1)
«Black Mare Blues» (take 2)
«Ridin' Horse»
«Alcohol and Jake Blues»
«I Want Someone to Love Me» (тестовий запис випадково знайденний напочатку 2000х)
«Button Up Shoes» (тестовий запис що станом на 2022й залишається незнайденним)